# Заміна паперових купюр на монети в Україні 2018—2020

Монети в 1, 2, 5 і 10 гривень зразка 2018 року, які вийшли на заміну банкнот відповідних номіналів

Заміна паперових купюр на монети в Україні — процес переходу від паперових банкнот в 1, 2, 5 і 10 гривень на монети відповідних номіналів нового зразка, що тривав в Україні між 2018—2020 роками. Оголошення процесу заміни відбулося 14 березня 2018 року, тоді ж Національний банк України презентував нові монети.

## Впровадження монет
Монети номіналом 1 та 2 гривні були введені в обіг 27 квітня 2018 року. Далі, 5 гривень — введена в обіг 20 грудня 2019 року, а 10 гривень — введена 3 червня 2020 року.
При цьому банкноти відповідних номіналів більше не друкуються і вилучаються по мірі своєї зношеності.

## Причини заміни

### Економія
Причиною заміни банкнот було те, що вони слугують лише рік, тоді як монети — до 20 років. Відповідно це дозволить економити щороку до 1 млрд гривень. Щороку Нацбанк вилучає з обігу близько 800 млн штук зношених банкнот. Причому половина з них — номіналом від 1 до 10 гривень.

### Збільшення безготівкових розрахунків
«До цього рішення нас стимулює і розвиток безготівкових розрахунків, зміна купівельної спроможності гривні за останні 20 років та зміни у поведінці споживачів. Розвиток безготівкових розрахунків призводить до зменшення кількості номіналів у номінальних рядах країн світу. І Україна — не виняток. Частка безготівкових розрахунків в Україні з використанням платіжних карток за останні п'ять років зросла більше ніж утричі — до 39 % на початок 2018 року (від 12 % — станом на початок 2013 року)» — виконувач обов'язків голови НБУ Яків Смолій.

### Зовнішній вигляд
Нові монети зразка 2018 року номіналом в 1, 2, 5 та 10 гривень мають сріблястий колір, є легкими, невеликих розмірів. Вони випускаються із матеріалів, які до цих пір досі не використовувалися Нацбанком: низьковуглецевої сталі з нікелевим гальванопокриттям (1 і 2 гривні) та цинкового сплаву з нікелевим гальванопокриттям (5 і 10 гривень).
На аверсі всіх монет зображено малий Державний герб України (тризуб), номінал, назву країни-емітента (Україна) в обрамленні давньоруського орнаменту.
А на реверсі зображені портрети тих історичних діячів, що і на паперових: на монеті номінальною вартістю в 1 гривню зображено портрет князя Володимира Великого; 2 гривні — князя Ярослава Мудрого; 5 гривень — гетьмана Богдана Хмельницького; 10 гривень — гетьмана Івана Мазепи.
| Гривні стандартного типу, зразка 2018 року. | Гривні стандартного типу, зразка 2018 року. | Гривні стандартного типу, зразка 2018 року. | Гривні стандартного типу, зразка 2018 року. | Гривні стандартного типу, зразка 2018 року. | Гривні стандартного типу, зразка 2018 року. | Гривні стандартного типу, зразка 2018 року. | Гривні стандартного типу, зразка 2018 року. | Гривні стандартного типу, зразка 2018 року. | Гривні стандартного типу, зразка 2018 року.  | Гривні стандартного типу, зразка 2018 року. | Гривні стандартного типу, зразка 2018 року. | Гривні стандартного типу, зразка 2018 року. |
| Зображення                                  | Зображення                                  | Зображення                                  | Номінал (гривень)                           | Параметри                                   | Параметри                                   | Параметри                                   | Параметри                                   | Опис                                        | Опис                                         | Опис                                        | Дата                                        | Дата                                        |
| Аверс                                       | Реверс                                      | Гурт                                        | Номінал (гривень)                           | Діаметр (мм)                                | Товщина (мм)                                | Маса (г)                                    | Матеріал                                    | Гурт                                        | Аверс                                        | Реверс                                      | Перше карбування                            | Введення                                    |
| ------------------------------------------- | ------------------------------------------- | ------------------------------------------- | ------------------------------------------- | ------------------------------------------- | ------------------------------------------- | ------------------------------------------- | ------------------------------------------- | ------------------------------------------- | -------------------------------------------- | ------------------------------------------- | ------------------------------------------- | ------------------------------------------- |
|                                             |                                             |                                             | 1                                           | 18.9                                        | 1.8                                         | 3.3                                         | Сталь з гальванічним покриттям              | Рубчастий                                   | Герб України, номінал, декоративні візерунки | Володимир Великий                           | 2018                                        | 27 квітня 2018                              |
|                                             |                                             |                                             | 2                                           | 20.2                                        | 1.8                                         | 4.0                                         | Сталь з гальванічним покриттям              | Рубчастий                                   | Герб України, номінал, декоративні візерунки | Ярослав Мудрий                              | 2018                                        | 27 квітня 2018                              |
|                                             |                                             |                                             | 5                                           | 22.1                                        | 2                                           | 5.2                                         | Цинковий сплав з гальванічним покриттям     | Рубчастий із гладкими областями             | Герб України, номінал, декоративні візерунки | Богдан Хмельницький                         | 2018                                        | 20 грудня 2019                              |
|                                             |                                             |                                             | 10                                          | 23.5                                        | 2.3                                         | 6.4                                         | Цинковий сплав з гальванічним покриттям     | Рубчастий                                   | Герб України, номінал, декоративні візерунки | Іван Мазепа                                 | 2018                                        | 3 червня 2020                               |

### Елементи захисту монет
Дизайн аверсу і реверсу, оформлення гурта (відповідний тип рифлення) та дрібні елементи зображень на думку експертів складно відтворити в «кустарних» умовах.

## Вилучення копійок
З 1 жовтня 2019 року монети номіналами 1, 2 та 5 копійок перестали бути засобом платежу під час здійснення розрахунків готівкою; обмін фізичним особам монет номіналами 1, 2 та 5 копійок на монети і банкноти всіх номіналів, що перебувають в обігу, буде здійснюватись НБУ та уповноваженими банками України до 30 вересня 2023 року.
1 жовтня 2019 року НБУ також розпочинає вилучення з готівкового обігу монет номіналом 25 копійок, при цьому вони залишаються засобом платежу.
З 1 жовтня 2020 року монети номіналом 25 копійок перестали бути засобом платежу під час здійснення розрахунків готівкою; обмін фізичним особам монет номіналами 25 копійок на монети і банкноти всіх номіналів, що перебувають в обігу, буде здійснюватись НБУ та уповноваженими банками України до 30 вересня 2023 року.
| - 1 гривня (зразка 2004 року) - 1 гривня (зразка 2006 року) - 2 гривні (зразка 2004 року) - 5 гривень - 10 гривень (зразка 2004 року) - 10 гривень (зразка 2006 року) |

## Критика дизайну монет
2021 року Нацбанк відгукнувся на скарги українців щодо невдалого дизайну монет в 1 та 2 гривні зразка 2018 року, які почались одразу після їх випуску. Серед причин українці зазначали, що монети важко відрізнити одну від одної, до того ж вони губляться в сумках та гаманцях через маленький розмір. Керівництво Нацбанку сформувало робочу групу, провело фокус-групи та розпочало обговорення можливих змін дизайну. 2023 року стало відомо, що Нацбанк відклав розв'язання проблеми невдалого дизайну монет, а розляд цього питання почнеться лише після завершення Російсько-української війни

## Монетні набори
З 2018 року й досі Нацбанком випускаються колекційні набори монет України у якості пруф, до яких, зокрема, входять і обігові монети зразка цього року:
| 2021 | Колекційний набір. Монети України | 20000 | 10 і 50 копійок; 1, 2, 5 і 10 гривень (зразка 2018 року) |
| 2020 | Колекційний набір. Монети України | 30000 | 10 і 50 копійок; 1, 2, 5 і 10 гривень (зразка 2018 року) |
| 2019 | Колекційний набір. Монети України | 20000 | 10 і 50 копійок; 1, 2, 5 гривень (зразка 2018 року); 10 гривень «КрАЗ-6322 „Солдат“»; 10 гривень «На варті життя»; 10 гривень «Учасникам бойових дій на території інших держав» |